# 蘇嘉雯
蘇嘉雯（英語：Kaman So Ka-man，1978年—），香港建制派政治人物，香港事務律師，香港黑社會社團新義安大佬「蘇牛」蘇國明的女兒，現任香港屯門區議會屯門北選區議員，曾任屯門區議會寶田選區議員。

## 概要
蘇嘉雯的父親「蘇牛」蘇國明是香港社團新義安的屯門猛人，自幼在寶塘下村長大。她在美國畢業後回港。在香港中文大學修讀法律學位，畢業後出任事務律師。
蘇嘉雯報稱出任事務律師。2015年與當時新民黨職員吳家豪結婚，並育有兩子。蘇嘉雯曾經加入實政圓桌。

## 議會生涯
2011年香港區議會選舉，蘇嘉雯回到自己長大的選區寶田，與同為建制派的時任民主建港聯盟區議員陳秀雲以及兩位獨立候選人爭奪議席。蘇以宣傳品指責陳在屯門區議會出席會議的狀況不甚良好，而陳秀雲亦反擊指要「除三害」：包括「懶惰虎」，不勤力的候選人；「隱形虎」，長期「失蹤」的候選人；「暴力虎」，只懂以暴力手段抗爭的候選人。2011年11月2日，陳秀雲的議員助理曾被五、六人包圍，以粗言穢語辱罵及恐嚇，隨後到屯門警署報案。選舉當日陳秀雲得民建聯主席譚耀宗為其拉票，但被蘇嘉雯的助選團包圍，現場一度混亂，需由警方調停。結果陳秀雲在得票增長的情況下仍被蘇嘉雯以七百票的差距（1,270對1,971）擊敗，由蘇氏開始出任區議員。2012年，蘇嘉雯加入當時新成立的新民黨。
2015年，蘇嘉雯結婚，其父蘇牛大筵三十多席，更請得新民黨主席葉劉淑儀、時任副主席田北辰，及政府專員馮煒光到場恭賀。此外，還邀請到大量新義安的「大佬」級人物出席，包括該社團的龍頭向華炎、14K話事人「四眼細」等人，非常熱鬧。2015年香港區議會選舉，蘇嘉雯參選爭取連任，以超過80%得票率擊敗報稱獨立民主派候選人的社民連成員綽號「大陸朱」的朱韶洪。2017年8月，蘇嘉雯跟隨田北辰退出新民黨，並與田北辰連同其餘五名新界西區議員，七人組成實政圓桌。
2019年香港區議會選舉，蘇僅以677票之差（即以58%得票率）擊敗首次參選並獲得民主派區選聯盟認可的獨立民主派人士張贊華而取勝。此外，她亦是屯門區議會僅有三名勝選的建制派區議員，並且亦是當中勝幅最高的一位。
2020年6月，蘇嘉雯退出實政圓桌成為獨立議員，使葵青區議會長康選區區議員徐曉成為實政圓桌在現屆區議會當中唯一一位區議員。蘇氏於2022年9月返回新民黨。

## 歷屆選舉結果
| 政党   | 政党             | 候选人            | 票数   | %      | ±      |
| ------ | ---------------- | ----------------- | ------ | ------ | ------ |
|        | 港九勞工社團聯會 | ①. 陳萬聯應       | 6,475  | 22.54% | 不適用 |
|        | 民建聯           | ②. 賴嘉汶         | 14,707 | 51.19% | 不適用 |
|        | 新民黨           | ③. 蘇嘉雯（阿蘇） | 7,550  | 26.28% | 不適用 |
| 多数票 | 多数票           | 多数票            | 1,075  | 3.74%  | 不適用 |

| 政党   | 政党     | 候选人            | 票数  | %     | ±      |
| ------ | -------- | ----------------- | ----- | ----- | ------ |
|        | 實政圓桌 | ①. 蘇嘉雯         | 2,562 | 57.61 | ▼28.51 |
|        | 獨立     | ②. 張贊華（里奧） | 1,885 | 42.39 | 不適用 |
| 多数票 | 多数票   | 多数票            | 677   | 15.22 | ▼57.22 |

| 政党   | 政党         | 候选人              | 票数  | %     | ±      |
| ------ | ------------ | ------------------- | ----- | ----- | ------ |
|        | 新民黨       | ①. 蘇嘉雯           | 2,516 | 86.22 | 不適用 |
|        | 社會民主連線 | ②. 朱韶洪（大陸朱） | 402   | 13.78 | 不適用 |
| 多数票 | 多数票       | 多数票              | 2,114 | 72.45 | ▲52.21 |

| 政党   | 政党             | 候选人    | 票数  | %     | ±      |
| ------ | ---------------- | --------- | ----- | ----- | ------ |
|        | 民主建港協進聯盟 | ①. 陳秀雲 | 1,270 | 36.61 | ▼20.81 |
|        | 獨立             | ②. 江雲菁 | 104   | 3.00  | 不適用 |
|        | 獨立             | ③. 蘇嘉雯 | 1,971 | 56.82 | 不適用 |
|        | 獨立             | ④. 鍾耀儀 | 124   | 3.57  | 不適用 |
| 多数票 | 多数票           | 多数票    | 701   | 20.21 | ▼12.39 |

## 資料來源
1. 1 2  . 屯門區議會. 2020-06-19  [2020-07-02]. （原始内容存档于2020-07-02） （中文（香港））.
2. ↑  . 香港律師會.
3. ↑  . Apple Daily 蘋果日報.   [2020-01-14]. （原始内容存档于2016-11-12）.
4. ↑  . 香港01. 2018-04-25  [2020-01-14]. （原始内容存档于2020-01-14）.
5. 1 2  . 明星八掛大分享★☆.   [2020-01-14]. （原始内容存档于2020-01-14）.
6. ↑  . 香港01. 2018-11-11  [2020-01-14]. （原始内容存档于2020-01-14）.

## 外部連結
- . 屯門區議會. 2020-06-19  [2020-07-02]. （原始内容存档于2020-07-02） （中文（香港））.
- . 屯門區議會. 2020-10-08  [2020-07-02]. （原始内容存档于2020-12-10） （中文（香港））.

| 議會席位      | 議會席位                                               | 議會席位         |
| ------------- | ------------------------------------------------------ | ---------------- |
| 前任： 陳秀雲 | 屯門區議會 寶田選區區議員 2012年1月1日－2023年12月31日 | 選區合併成屯門北 |
| 首任          | 屯門區議會 屯門北選區區議員 2024年1月1日－             | 現任             |